# Jacopo Pontormo
Jacopo Pantormo (született: Jacopo Carucci) (Pontormo, ma Empoli városrésze, 1494. május 24. – Firenze, 1557. január 2.) itáliai freskó- és udvari festő.

## Életpályája
Pontormóban, a Pisa és Firenze között fekvő toscanai kisváros, Empoli elővárosában született. Egész gyermekkora a halál és gyász jegyében telt el.  Ötéves  korában meghalt édesapja, Bartolomeo di Jacopo di Martino Carucci, a firenzei Ghirlandaio iskola festője. 1504-ben meghalt anyja, Allessandra di Pasquele di Zanobi, majd csakhamar ezután nagyszülei és nővére is távoztak az élők sorából. A tizenegy, de legfeljebb tizenkét éves Jacopo Firenzébe ment. Ott valószínűleg rövid ideig Leonardo da Vincinél tanult festészetet. A következő hely, ahol a fiatal Carruci festészetet tanult, Piero di Cosimo műterme volt.
Amint Giorgio Vasari megírta, a tizennégy éves Pontormo kis méretben megfestette az Angyali üdvözlet-et, ami élénk érdeklődést keltett az idősebb festők körében, különösen Raffaellónál. Nem sokkal ezután Pontormo elkezdte tanulmányait az Albertinelli és Fra Bartolomeo által alapított Scuola di San Marcoban. Ott találkozott Giovanni Battista Rossóval. Négy évvel később, 1512-ben a művész műtermet váltott, Andrea del Sartóhoz ment át.
Pontormo a 16. század eleji firenzei festészet csodagyermeke, a Mediciek egyik kedvenc festője, hatalmas faliképek alkotója, amelyek nem maradnak el Michelangelo freskói mögött. A művész egész életében sikert sikerre halmozott, ugyanakkor nem vált saját hírnevének rabszolgájává.
Pontormo 1557. január 2-án halt meg. A Santissima Annunziata templom San Luc kápolnájában temették el.

## Az első munkák

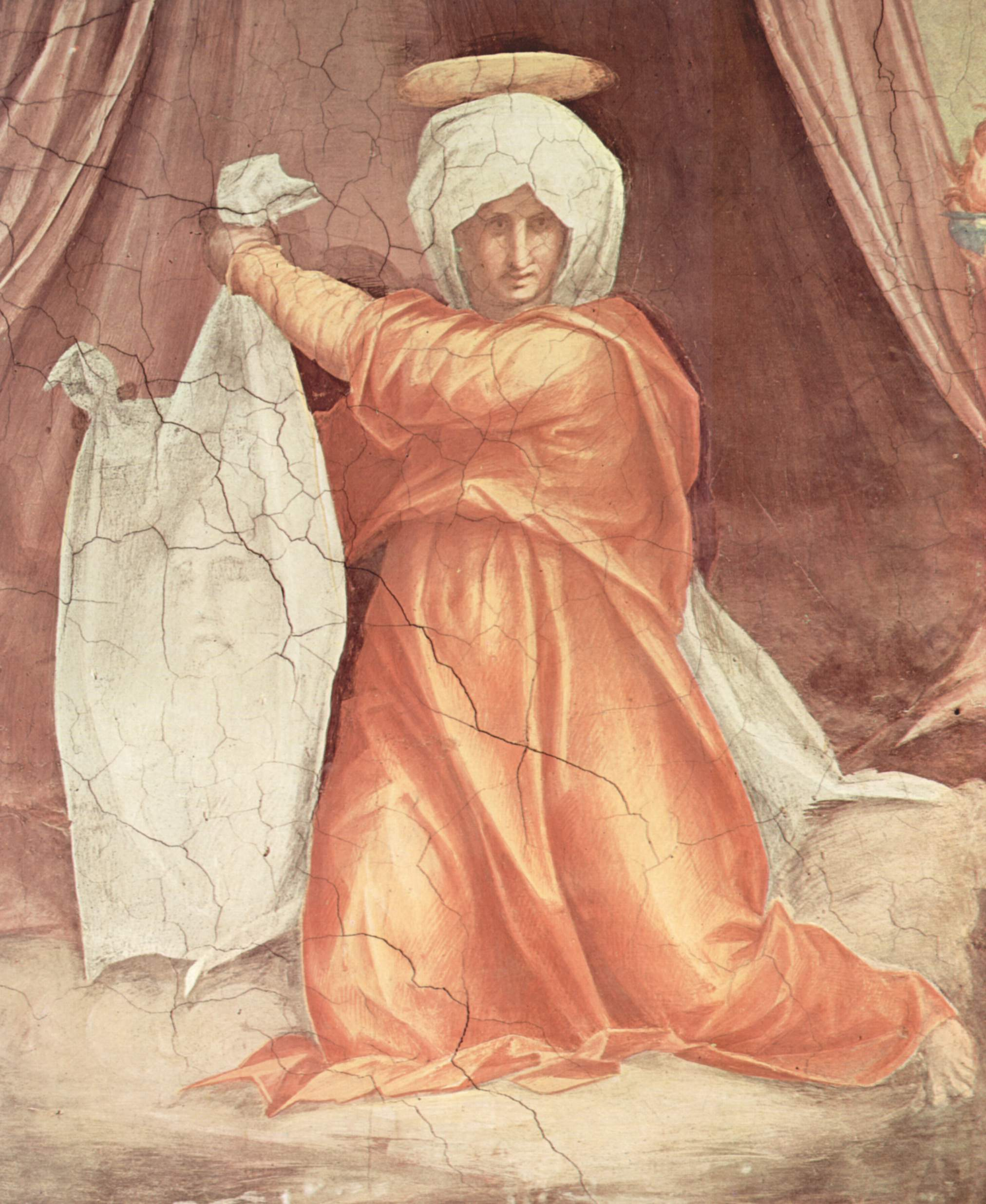
Szent Veronika, freskó a Santa Maria Novella templom pápai kápolnájában, Firenze, 1515

1513-tól kezdve Pontormo a Medicieknek kezdett dolgozni. Először képeket festett nagy szekerek díszítéséhez, amelyeket karneválok alkalmával használtak. A következő évben a Santissima Annunziata templom oszlopcsarnokában a Medici-családból származó X. Leó pápa címere köré festett a hit és a könyörület allegóriáját ábrázoló freskódíszítést.
1515 vége felé Firenzében elkezdődött a Santa Maria Novella templomban a pápai kápolna építése. Pontormo ajánlatot kapott, hogy vegyen részt ebben a vállalkozásban. Első, teljesen manierista stílusú alkotása az 1518-ban készült Pucci oltár.
A következő évben részt vett a Mediciek Poggio a Caianóban lévő villája nagytermének díszítésében. X. Leó pápa által a terem mennyezetének befedésére megrendelt két festmény közül csak az egyiket tudta befejezni, ugyanis a pápa 1521-ben meghalt, emiatt a munkálatok félbeszakadtak. Pontarmo következő műve, amelyet be is fejezett, a karthauziak Garruzzóban lévő kolostorának freskói. Ugyanis itt talált menedéket 1523-ban a Firenzében ekkor dühöngő járvány elől.

## A Mediciek palotáiban

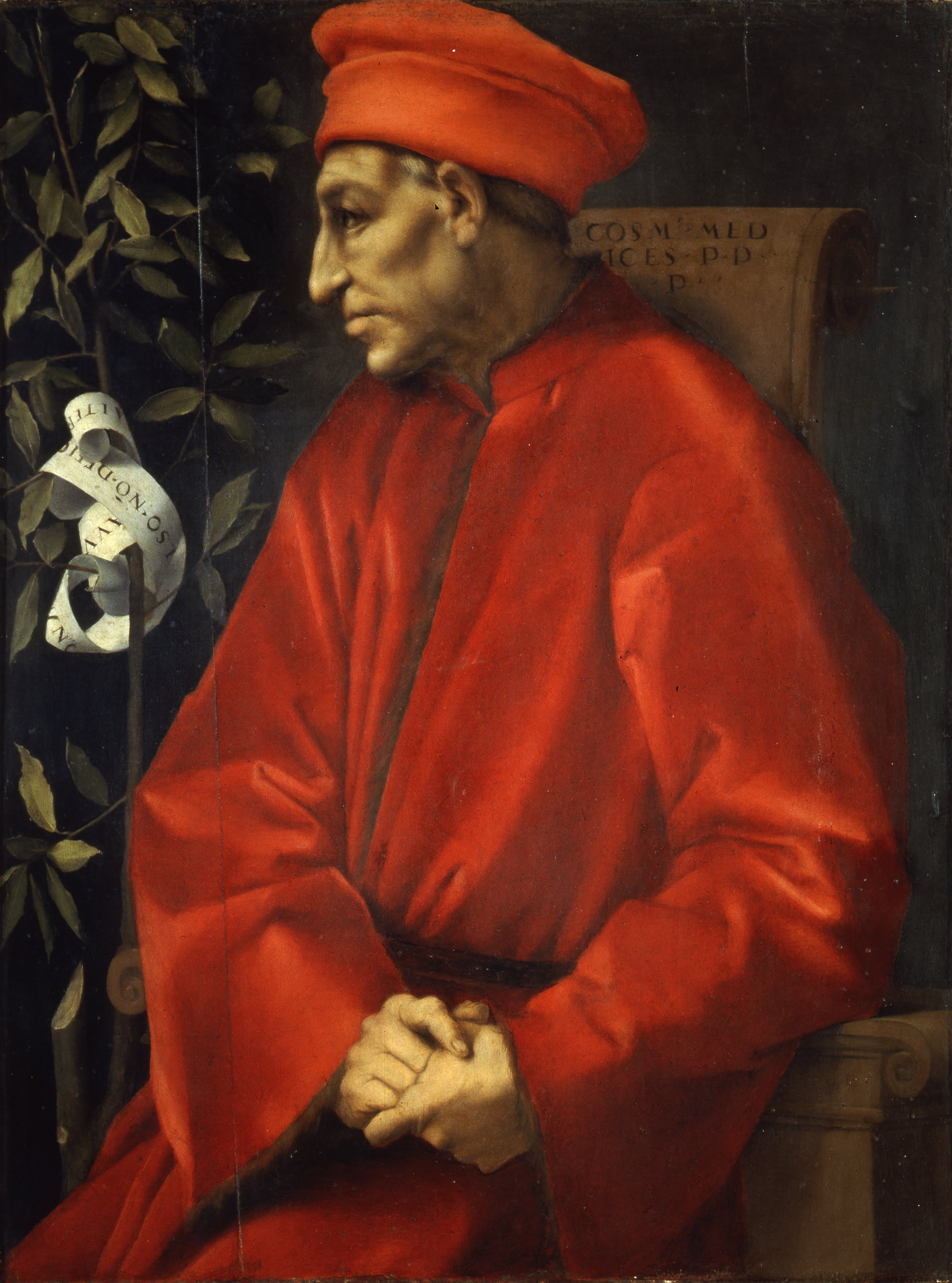
A Mediciek megrendelésére nagy freskókat és számos, a család tagjait bemutató, hivatalos arcképet festett. A képen Cosimo il Vecchio látható. (1520 körül)

Pontormo 1526-1528-ban készítette el azokat a nagy faliképeknek az utolsó darabjait, amelyek napjainkig fennmaradtak. Itt a Santa Felicità templom Capponi kápolnájának freskóiról van szó. Minden egyéb, hasonló festmény az idők során elpusztult.
A Mediciek trónra való visszakerülése után az egyik udvari festő Pontormo lett. Firenze új hercegének, Alessandro de’ Medicinek a kívánsága szerint a művész végezte a careggi villa loggiájának díszítését, amelyet 1537-ben fejezett be. A herceg nem élvezhette azonban sokáig ennek szépségét, ugyanis hamarosan meggyilkolták. Utódjának, I. Cosimo de’ Medicinek megbízásából Pontormo a Castellói-villa loggiájának díszítését készítette el.

## Életének fontosabb állomásai
- 1494 – május 24-én Toscanában, Empoli elővárosában jön a világra Jacopo Pontormo.
- 1499 – meghalt az apja.
- 1504 – meghalt az édesanyja.
- 1506 – Pontormo debütált Firenzében.
- 1512 – elkezdte tanulmányait Andrea del Sarto műtermében.
- 1518 – a festő befejezte a Pucci oltárt.
- 1523 – a Firenzében dühöngő járvány elől menekülve Galluzzóban, a karthauziak kolostorában talált menedéket.
- 1526 – megkezdte hároméves munkáját a Santa Felicita templom Capponi kápolnájának a freskóin.
- 1530 – egy kis telket vett Firenzében, ahol házat és műtermet épített.
- 1537 – I. Cosimo de’ Medici megrendelte tőle Castellóban lévő villája loggiájának freskódíszítését.
- 1546 – Pontormo hozzákezdett a firenzei San Lorenzo templom freskóihoz.
- 1554 – elkezdte írni naplóját.
- 1557 – Jacopo Pantormo január 2-án meghalt.

## Főbb művei
- Szent Veronika, 1515

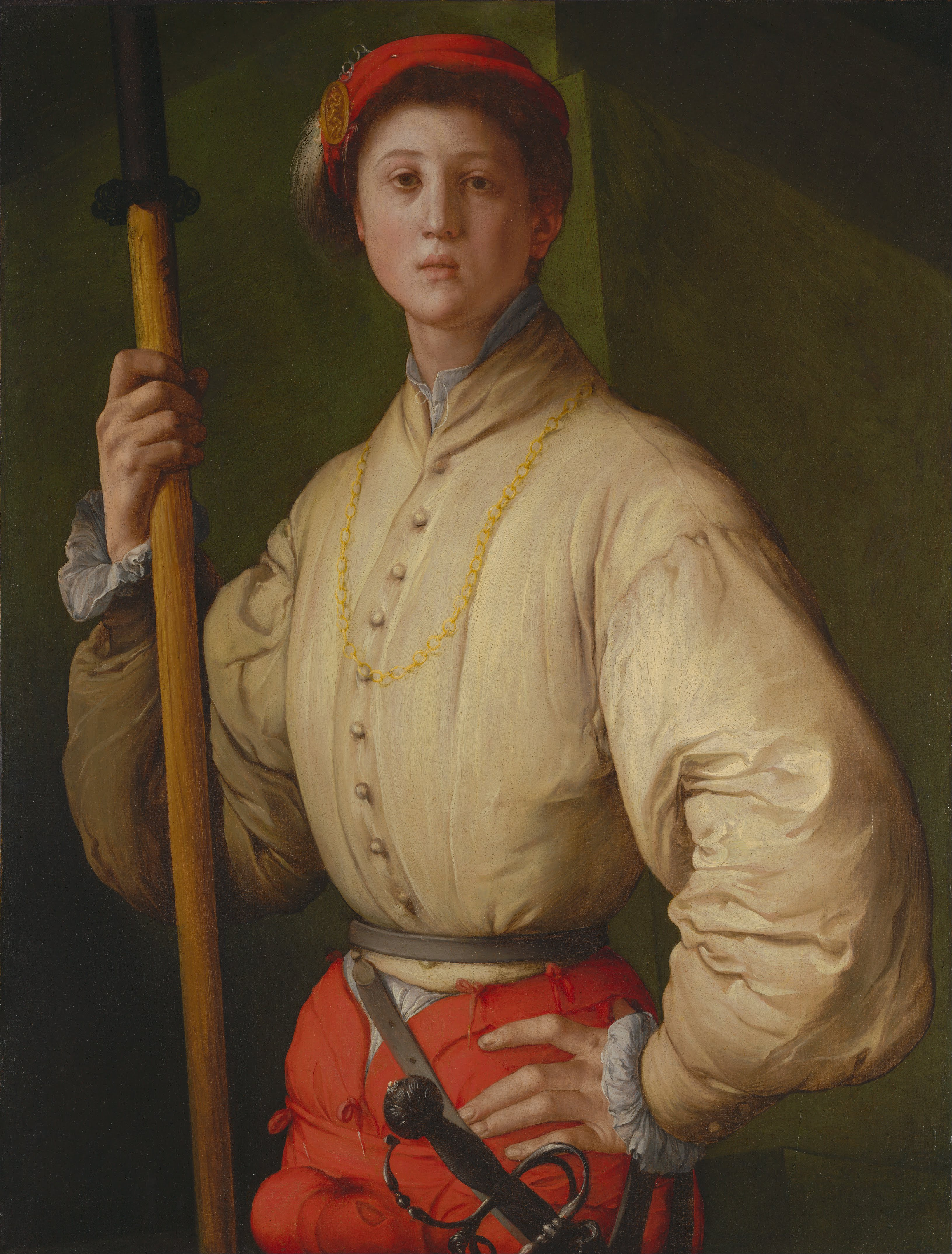
Cosimo I arcképe alabárdos ruhában. Olaj, deszka. (később vászonra áttéve) J. Paul Getty Museum, Malibu 1537

- Jelenetek József életéből, 1515-1519
- Pucci oltár, 1518
- Királyok imádása, 1520 körül
- Vertumnus és Pomona, 1519-1521
- Freskók a Galluzzó kolostorból, 1523-1527
- Freskók a Capponi kápolnából, 1526-1528
- Szűzanya a Kisdeddel és a kis Keresztelő Szent Jánossal, 1528 körül
- Hírüladás, 1528-1529
- Szűzanya a Kisdeddel, Szent Annával és négy szenttel, 1529
- Fiatal férfi arcképe, 1530-1533

## Pontormo a világ múzeumaiban
- Amerikai Egyesült Államok
  - Washington - National Gallery of Art
  - Malibu (Kalifornia) - J.Paul Getty Museum
- Franciaország
  - Párizs - Louvre
- Nagy Britannia
  - London - National Gallery-British Museum
- Németország
  - Hannover - Niedersächsisches Landesmuseum
- Olaszország
  - Carmignano - San Michele templom
  - Firenze - Casa Buonarroti; Galleria degli Uffizi; Gabinetto Disegni e Stampe degli Uffizi; Galleria dell'Accademia; Galleria Palatina; Santa Felicita templom; Palazzo Vecchio
  - Galluzzo - Certosa (Pinacoteca)
  - Lucques - Pinacoteca di Palazzo Mansi
  - Poggio A Caiano- Villa Medici
- Spanyolország
  - Madrid - Prado